# Mark Pellington
Mark Pellington, né le 17 mars 1962 à Baltimore dans l'État du Maryland aux États-Unis, est un réalisateur, producteur et acteur américain.

## Filmographie

### Comme réalisateur

#### Cinéma
- 1997 : Obsessions torrides (Going All the Way)
- 1999 : Arlington Road
- 2002 : La Prophétie des ombres (The Mothman Prophecies)
- 2008 : Henry Poole (Henry Poole Is Here)
- 2011 : I Melt With You (en)
- 2017 : Adorables Ennemies (The Last Word)
- 2018 : Nostalgia

#### Séries télévisées
- 1995 : United States of Poetry créée par Joshua Blum et Bob Holman (mini-série)
- 2017 : Blindspot créée par Martin Gero (pilote et épisodes 1 et 2 de la saison 1)
- 2018 : The Enemy Within créée par Ken Woodruff (en) (pilote)

#### Téléfims
- 1991 : Words in Your Face
- 1992 : Punch and Judy Get Divorced
- 2017 : Untitled Miami Project

#### Court-métrage et documentaires
- 1997 : Destination Anywhere (vidéo)
- 1998 : Pearl Jam: Single Video Theory (vidéo)
- 2003 : Day by Day: A Director's Journey Part I et Part II (vidéo)
- 2007 : U2 3D co-dirigé avec Catherine Owens, film retraçant en 3D la tournée 2006-2007 de U2 Vertigo Tour

#### Concerts et vidéo clips
- 1992 : Achtung Baby de U2 (concert)
- 2014 : Final Masquerade de Linkin Park (clip)
- 2015 : Human Race (en) de Three Days Grace (clip)
- 2018 : Next to Me d'Imagine Dragons (clip)

### Comme producteur
- 2000 : No Maps for These Territories
- 2002 : OT: Our Town
- 2003 : Day by Day: A Director's Journey Part II (vidéo)
- 2003 : Day by Day: A Director's Journey Part I (vidéo)
- 2004 : Time Well Spent

### Comme acteur
- 1996 : Jerry Maguire de Cameron Crowe : Bill Dooler
- 2000 : Presque célèbre (Almost Famous) : Freddy
- 2002 : La Prophétie des ombres (The Mothman Prophecies) : Bartender, voice of Indrid Cold